# Tinodes reisseri
Tinodes reisseri is een schietmot uit de familie Psychomyiidae. De soort komt voor in het Palearctisch gebied.